# Korkpistol
Korkpistol är en leksakspistol som skjuter korkar. Korken brukar vara fastbunden i pistolen med ett snöre.
Korkpistoler förekommer ofta i skämtteckningar, bland annat i Leif Zetterlings skildringar av det svenska försvaret.